# Dominic Chianese
Dominic Chinese (n. 24 februarie 1931, New York City, New York, SUA) este un actor, cântăreț și muzician american. Acesta este cunoscut pentru următoarele roluri: Junior Soprano în serialul  Clanul Soprano (1999–2007), Johnny Ola în The Godfather Part II (1974) și Leander în Imperiul din Atlantic City (2011–2013).

## Biografie
Chianese s-a născut în cartierul Bronx din New York la 24 februarie 1931. Tatăl său era zidar. Bunicul său patern era italian și a părăsit comuna Afragola în 1904. Chianese a absolvit Bronx High School of Science⁠(d) în 1948.
După un deceniu de roluri în piese de teatru Off-Broadway⁠(d), Chianese a urmat primul său curs de actorie la HB Studio⁠(d)din Manhattan, avându-l ca profesor pe actorul Walt Witcover⁠(d). Primul său spectacol pe Broadway a fost Oliver!⁠(d) în 1965. În perioadele fără roluri, cânta la chitară ritmică⁠(d) în taverne și restaurante și găzduita spectacole open mic⁠(d) în clubul Gerde's Folk City⁠(d) din Greenwich Village pentru a-și suplimenta veniturile.
A obținut primul rol de televiziune când actorul George C. Scott l-a recomandat pentru serialul East Side/West Side⁠(d). În 1974, regizorul Francis Ford Coppola l-a ales pentru rolul lui Johnny Ola⁠(d) în Nașul: Partea a II-a. Pe parcursul carierei, a apărut în lungmetraje precum După-amiază de câine (1975), Dreptate pentru toți (1979) și În căutarea lui Richard (1996). Înainte să obțină rolul din Nașul: Partea a II-a, a lucrat pentru Biroul de narcotice din New York, unde preda lecții de chitară femeilor condamnate pentru infracțiuni privind traficul de droguri.
Chianese este tenor. A lansat un album cu melodii americane și italiene intitulat Hits (2000). În episodul „Army of One⁠(d)” din Clanul Sporano, a cântat clasicul „Core 'ngrato⁠(d)” al compozitorului Salvatore Cardillo⁠(d). În 2003, împreună cu AOL Music, a lansat un al doilea album - Ungrateful Heart - cu 16 melodii napolitane⁠(d). Pe parcursul anilor 2000, a cântat într-un cvartet de mandoline în fiecare săptămână la Hotel Edison⁠(d).
Chianese a apărut ca actor invitat în serialul Imperiul din Atlantic City timp de trei sezoane în rolul avocatului pensionar Leander Whitlock. În decembrie 2018, acesta și Matthew Sargent au publicat biografia Twelve Angels: The Women Who Taught Me How to Act, Live, and Love.

## Viața personală
În 2010, Chianese a fost premiat cu Ellis Island Medal of Honor⁠(d) pentru activitățile sale umanitare.

## Filmografie

### Film
| An   | Titlu                                                         | Rol                                   | Note        |
| ---- | ------------------------------------------------------------- | ------------------------------------- | ----------- |
| 1972 | Fuzz                                                          | Panhandler                            |             |
| 1974 | The Godfather Part II                                         | Johnny Ola                            |             |
| 1975 | Dog Day Afternoon                                             | Mr. Wortzik                           |             |
| 1976 | All the President's Men                                       | Eugenio R. Martínez                   |             |
| 1978 | Fingers                                                       | Arthur Fox                            |             |
| 1978 | On the Yard                                                   | Mendoza                               | nemenționat |
| 1979 | Firepower                                                     | Orlov                                 |             |
| 1979 | ...And Justice for All                                        | Carl Travers                          |             |
| 1981 | Fort Apache, the Bronx                                        | Mr. Corelli                           |             |
| 1989 | Second Sight                                                  | Father Dominic                        |             |
| 1990 | Q&A                                                           | Larry Pesch / Vito / Lorenzo Franconi |             |
| 1991 | Out for Justice                                               | Mr. Madano                            |             |
| 1992 | The Public Eye                                                | Spoleto                               |             |
| 1993 | Rivalen des Glücks – The Contenders                           | Father of the bride                   |             |
| 1993 | The Night We Never Met                                        | Nosy Neighbor                         |             |
| 1996 | If Lucy Fell                                                  | Al                                    |             |
| 1996 | Love Is All There Is                                          | Italian Consul                        |             |
| 1996 | The Mouse                                                     | Al the Trainer                        |             |
| 1996 | Looking for Richard                                           | Himself                               | Documentar  |
| 1997 | Night Falls on Manhattan                                      | Judge Impelliteri                     |             |
| 1998 | Went to Coney Island on a Mission from God... Be Back by Five | Mickey                                |             |
| 1999 | Cradle Will Rock                                              | Silvano                               |             |
| 2002 | Unfaithful                                                    | Frank Wilson                          |             |
| 2004 | When Will I Be Loved                                          | Count Tommaso Lupo                    |             |
| 2004 | King of the Corner                                            | Stan Marshak                          |             |
| 2007 | The Last New Yorker                                           | Lenny Sugarman                        |             |
| 2007 | Adrift in Manhattan                                           | Tommaso Pensara                       |             |
| 2011 | Mr. Popper's Penguins                                         | Reader                                |             |
| 2013 | The Family                                                    | Vinnie Caprese                        |             |
| 2017 | Active Adults                                                 | Bart                                  |             |

### Televiziune
| An         | Titlu                                    | Rol                            | Note |
| ---------- | ---------------------------------------- | ------------------------------ | --- |
| 1964       | East Side/West Side                      | Charley                        | Episodul: "The Street" |
| 1976       | Kojak                                    | George Mallick                 | Episodul: "A Hair-Trigger Away" |
| 1980       | A Time for Miracles                      | Promoter                       | Film de televiziune |
| 1981       | Ryan's Hope                              | Alexei Vartova                 | 40 de episoade |
| 1986       | Tales from the Darkside                  | Correlli's father              | Episodul: "A Choice of Dreams" |
| 1989       | L.A. Law                                 | Dr. Peter Lacker (nemenționat) | Episodul: "I'm in the Nude for Love" |
| 1990       | The Lost Capone                          | Gabriel Capone                 | Film de televiziune |
| 1991       | Law & Order                              | Dan Rubell                     | Episodul: "Sonata for Solo Organ" |
| 1995–1997  | Law & Order                              | Judge Paul Kaylin              | 2 episoade |
| 1996       | Gotti                                    | Joe Armone                     | Film de televiziune |
| 1997       | Cosby\|                                  |                                | Episodul: "Lucas Raymondicus" |
| 1999– 2007 | The Sopranos                             | Corrado 'Junior' Soprano       | 55 de episoade Screen Actors Guild Award for Outstanding Performance by an Ensemble in a Drama Series (2000) Nominalizat—Golden Nymph Award for Outstanding Actor in a Drama Series Nominalizat—Premiul Emmy pentru cel mai bun actor în rol secundar într-un serial dramatic (2000–01) Nominalizat—Screen Actors Guild Award for Outstanding Performance by an Ensemble in a Drama Series (2001–03, 2005, 2007) |
| 2004       | Hope & Faith                             | Irv Miller                     | Episodul: "Trade Show" |
| 2004       | Crimes of Fashion                        | George                         | Film de televiziune |
| 2010       | Damages                                  | Stuart Zedeck                  | 7 episoade |
| 2010       | Blue Bloods                              | Jack 'Happy Jack' Vintano      | Episodul: "Officer Down" |
| 2011       | The Secret Life of the American Teenager | Vic                            | 2 episoade |
| 2011–2013  | Boardwalk Empire                         | Leander Cephas Whitlock        | 12 episoade Screen Actors Guild Award for Outstanding Performance by an Ensemble in a Drama Series (2012) |
| 2012–2015  | The Good Wife                            | Judge Michael Marx             | 5 episoade |
| 2019       | The Village                              | Enzo                           | Rol principal |
| 2019       | Inspector Montalbano                     | John Zuck                      | Episodul: "Un diario del '43" Vocea lui Chianese este dublată de Gianni Giuliano |